# Зигмунд, Антоний
Антоний Зигмунд (пол. Antoni Zygmund; 25 декабря 1900 года, Варшава — 30 мая 1992 года, Чикаго) — польский и американский математик, лауреат престижных международных премий, создатель Чикагской школы математического анализа. Научный руководитель филдсовского лауреата Пола Коэна.
Член Национальной академии наук США (1960).

## Биография
Окончил Варшавский университет, в 1923 году там же защитил диссертацию под руководством Александра Райхмана. В 1922—1929 годах преподавал в Варшавском политехническом институте, в 1930—1939 годах был профессором университета Стефана Батория в Вильно.
После того, как во время Второй мировой войны Польша была оккупирована Германией, в 1940 году эмигрировал в США. Там он сначала преподавал в Колледже Маунт-Холиок в Саут-Хедли (штат Массачусетс), в 1945—1947 годах был профессором Пенсильванского университета, а с 1947 года стал профессором Чикагского университета.

## Избранная библиография
- Trigonometric Series (Cambridge University Press 1959, Dover 1955)
- Intégrales singulières (Springer-Verlag, 1971)
- Trigonometric Interpolation (University of Chicago, 1950)
- Measure and Integral: An Introduction to Real Analysis, With Richard L. Wheeden (Marcel Dekker, 1977)